# Patrick Zwaanswijk

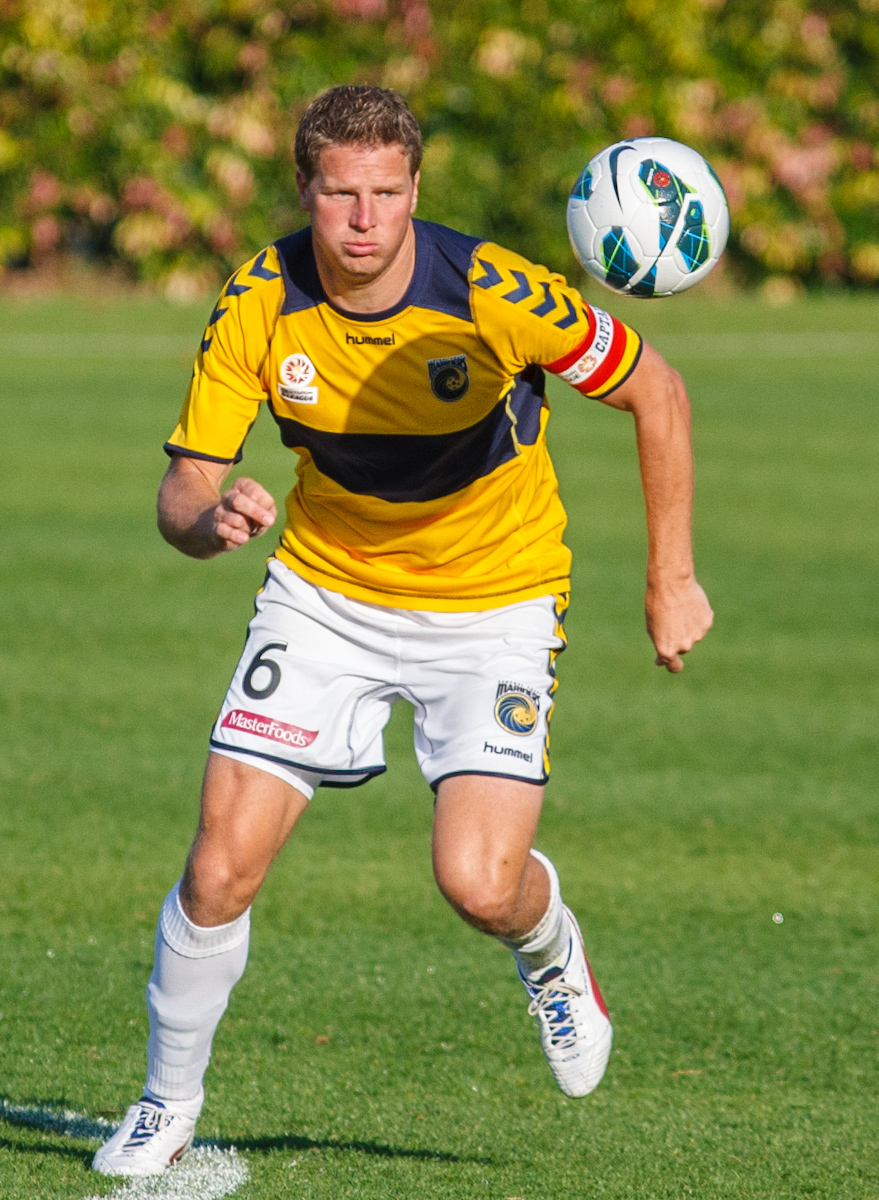
2012

Patrick Zwaanswijk (Haarlem, 17 januari 1975) is een Nederlands voormalige betaald voetballer. Hij speelde als verdediger voor FC Utrecht, Oita Trinita, NAC Breda en Central Coast Mariners.

## Loopbaan
Zwaanswijk speelde in de jeugd voor TYBB, VV Schoten, DCO, wederom Schoten en Ajax. Hij maakte op 27 februari 1999 als 24-jarige zijn debuut als profvoetballer met FC Utrecht. Zijn eerste wedstrijd was een met 1-0 verloren wedstrijd tegen Willem II. Hij kwam in de 84e minuut in het veld voor Dennis van de Ree. In dat seizoen (1998/99) speelde Zwaanswijk elf wedstrijden voor FC Utrecht waarin hij één keer scoorde. Na zes seizoenen een vaste kracht te zijn geweest voor de club, verhuisde hij in 2004 naar het Japanse Oita Trinita. Twee seizoenen later keerde hij terug naar Nederland en sloot zich met ingang van het seizoen 2005/2006 aan bij NAC. Daar tekende Zwaanswijk oorspronkelijk een driejarig contract, maar door wederzijdse tevredenheid bleef hij vijf jaar actief in Breda. In juni 2010 tekende hij een tweejarig contract bij Central Coast Mariners. Na het kampioenschap in 2013 met deze club kondigde Patrick Zwaanswijk zijn afscheid als profvoetballer aan.
Nadien bleef hij in Australië en trainde in de jeugd van Central Coast Mariners, Hills United en de jeugd van Western Sydney Wanderers. Daar ging hij in 2020 ook het tweede team trainen.

## Clubstatistieken
| Seizoen | Club                   | Duels | Goals | Competitie |
| ------- | ---------------------- | ----- | ----- | ---------- |
| 1998/99 | FC Utrecht             | 11    | 1     | Eredivisie |
| 1999/00 | FC Utrecht             | 26    | 3     | Eredivisie |
| 2000/01 | FC Utrecht             | 31    | 3     | Eredivisie |
| 2001/02 | FC Utrecht             | 31    | 5     | Eredivisie |
| 2002/03 | FC Utrecht             | 29    | 0     | Eredivisie |
| 2003/04 | FC Utrecht             | 31    | 6     | Eredivisie |
| 2004/05 | Oita Trinita           | 11    | 0     | J-League   |
| 2005/06 | Oita Trinita           | 9     | 0     | J-League   |
| 2005/06 | NAC Breda              | 31    | 1     | Eredivisie |
| 2006/07 | NAC Breda              | 32    | 1     | Eredivisie |
| 2007/08 | NAC Breda              | 30    | 3     | Eredivisie |
| 2008/09 | NAC Breda              | 34    | 3     | Eredivisie |
| 2009/10 | NAC Breda              | 16    | 1     | Eredivisie |
| 2010/11 | Central Coast Mariners | 33    | 3     | A-League   |
| 2011/12 | Central Coast Mariners | 29    | 7     | A-League   |
| 2012/13 | Central Coast Mariners | 25    | 1     | A-League   |

## Erelijst
FC Utrecht
- KNVB beker

2002/03, 2003/04
 Central Coast Mariners
- A-League Championship

2012/2013
- A-League Premiership

2011/2012